# Minchinella kirkpatricki
Minchinella kirkpatricki is een sponssoort in de taxonomische indeling van de kalksponzen (Calcarea). De spons leeft in de zee en zijn steencel bestaat uit calciumcarbonaat.
De spons behoort tot het geslacht Minchinella en behoort tot de familie Minchinellidae. De wetenschappelijke naam van de soort werd voor het eerst geldig gepubliceerd in 1981 door Vacelet.